# Зуево (Окуловский район)
Зу́ево — деревня в Окуловском муниципальном районе Новгородской области, относится к Кулотинскому городскому поселению.

## География
Деревня Зуево расположена на реке Хоринка, в 0,5 км к северу от моста на автомобильной дороге в деревню Горушка, в 2 км к западу от посёлка Кулотино. Расстояние до города Окуловка — 5 км на юг.

## Население
| 2010 |
| ---- |
| 0    |

## История
В XV—XVII веках деревня относилась к Полищском погосту Деревской пятины Новгородской земли.
В 1460—1470-х, на закате Новгородской республики, деревней владел Фома Брехов Дериглазов; в 1480-х — великий князь Иван III; а в 1495 — Иван Иванович Ивков.
Отмечена на карте Крестецкого уезда 1788 года(лист 66).
В 1776—1792, 1802—1918 деревня Зуево находилась в Крестецком уезде Новгородской губернии. С начала XIX века — в образованной Заозерской волости Крестецкого уезда с центром в деревне Заозерье.
В 1908 в деревне Зуево было 15 дворов и 23 дома с населением 73 человека.
Деревня Зуево относилась к Полищенскому сельсовету.

## Транспорт
Ближайшая ж/д станция расположена в Кулотино.